# Последняя неделя перед зимней спячкой
«Последняя неделя перед зимней спячкой» (англ. Prehibernation Week) — 27-я серия американского мультсериала «Губка Боб Квадратные Штаны». Данный эпизод был создан в 2000 году и показан 5 мая 2001 года на телеканале «Nickelodeon» в США, а в России — 13 июля 2002 года.

## Сюжет
В своём доме Сэнди сгребает осенние листья своего дерева в кучу, которая образует форму Техаса. Сэнди идёт, чтобы сказать Губке Бобу, что она закончила, и натыкается на кучу листьев, которые Губка Боб должен был сгрести; Губка Боб демонстрирует свою неспособность сгребать листья быстро из-за его маленьких грабель. Губка Боб не может понять, почему Сэнди так спешит, поэтому она объясняет ему, что она впадает в спячку на следующей неделе. До её спячки осталось всего 168 часов, и у Сэнди есть много дел, которые она отчаянно хочет сделать. Губка Боб обещает посвятить игре с Сэнди много времени, пока он не работает на мистера Крабса.
На следующий день они начинают играть днём и ночью, их занятия включают в себя сноубординг на Песчаной горе, попытку сбить друг друга с вершины Морской иглы с помощью гигантских ватных палочек, прокат по Промышленному парку, находку соломинки в стоге игл — они оказываются чрезвычайно опасными, и Губка Боб, который менее выносливый, чем Сэнди, едва может избежать смерти. В один момент он сбегает и прячется от неё под домом-скалой Патрика. Сэнди находит оставленную одежду Боба и, чрезмерно беспокоясь за его безопасность, заставляет всех в Бикини-Боттоме сформировать ненужную поисковую группу.
После нескольких дней безуспешных поисков все жители хотят отдохнуть, но Сэнди не хочет сдаваться. С ростом инакомыслия Сэнди начинает сходить с ума, говоря, что никто не уйдёт, пока они не найдут Губку Боба. Горожане пытаются одурачить Сэнди предметами в форме и цвете Губки Боба, такими как коробка с хлопьями и банан, но она не ведётся на их обман. Одна девушка указывает на «летящего в небе Губку Боба», на что Сэнди ведётся и смотрит вверх, после чего видит, что все ушли — спрятались под скалой Патрика.
Обезумевшая Сэнди начинает буквально разрушать город в поисках Губки Боба. Тем временем горожане выражают то, насколько безопасно они чувствуют себя под скалой, как и Губка Боб, которого они после раскрывают и бесцеремонно выбрасывают наружу к Сэнди. Сэнди радостно тянет Губку Боба в объятия, после чего тащит его за руку, чтобы продолжить заниматься экстримом, но Боб умоляет её подождать и послушать его. Губка Боб, наконец, объясняет ей, что он больше не может играть в такие опасные игры, и умоляет её остаться его другом. Однако он понимает, что Сэнди уже крепко спит, и облегчённый и измученный Губка Боб тоже засыпает у её ног. В это же время Патрик, поедая мороженое и неся пакет с продуктами, возвращается домой, но видит жителей, смотрящих из-под его камня, и говорит: «Эй, ребята, вы кто?»

## Роли
- Том Кенни — Губка Боб
- Билл Фагербакки — Патрик Стар
- Роджер Бампасс — Сквидвард
- Клэнси Браун — мистер Крабс
- Кэролин Лоуренс — Сэнди
- Ди Брэдли Бейкер — эпизоды
- Сирена Ирвин — Тина, девушка
- Сара Пэкстон — девочка
- Камрин Уоллин — мальчик
- Аарон Спрингер — барабанщик

### Роли дублировали
- Сергей Балабанов — Губка Боб
- Юрий Маляров — Патрик
- Иван Агапов — Сквидвард
- Александр Хотченков — мистер Крабс
- Нина Тобилевич — Сэнди, эпизоды
- Юрий Меншагин — эпизоды
- Вячеслав Баранов — эпизоды
- Лариса Некипелова — эпизоды

## Производство
Серия «Последняя неделя перед зимней спячкой» была написана К. Х. Гринблаттом, Аароном Спрингером и Мерриуизер Уильямс; Эдгар Ларразабал взял роль анимационного режиссёра, К. Х. Гринблатт был главным раскадровщиком серии. Впервые данная серия была показана 5 мая 2001 года в США на телеканале «Nickelodeon».
Сцену с барабанщиком после приглашения Сэнди на рыбалку на самолёте исполнил Аарон Спрингер — сценарист данной серии. По словам Спрингера, ему потребовалось целое утро, чтобы обустроить сцену и после записать её. По словам Карла Гринблатта, в сцене, где Губка Боб садится на велосипед, он выглядит правильно, когда начинает играть музыка. Однако Губка должен на самом деле следить за тем, как она начинает играть — как визуальный сигнал. Также в серии приняла участие группа «Pantera» в записи трека «Prehibernation» для данной серии, который позже вошёл в состав альбома «SpongeBob SquarePants: Original Theme Highlights».
Серия «Последняя неделя перед зимней спячкой» была выпущена на DVD-диске «Lost at Sea» 4 марта 2003 года. Она также вошла в состав DVD «SpongeBob SquarePants: The Complete 2nd Season», выпущенного 19 октября 2004 года, и «SpongeBob SquarePants: The First 100 Episodes», выпущенного 22 сентября 2009 года и состоящего из всех эпизодов с первого по пятый сезоны мультсериала.

## Отзывы критиков
«Последняя неделя перед зимней спячкой» получила в целом положительные отзывы от поклонников мультсериала и критиков. На сайте «IMDb» серия имеет оценку 9/10.